# Posnemalci
Posnemalci (znanstveno ime Phasmatodea, iz grške predpone phasma-: prikazen) so red žuželk z okoli 3000 opisanimi vrstami, kamor sodijo paličnjaki in živi listi. Njihova najbolj znana lastnost je telesna oblika, ki posnema obliko listov ali posušenih vejic, po njej je skupina dobila tudi ime v latinščini, slovenščini in drugih jezikih. Predstavnike najdemo po vsem svetu, a je večina vrst tropskih.

## Telesne značilnosti
Posnemalci so dolge, vitke žuželke z dolgimi nogami. Imajo prognatno glavo z obustnim aparatom izoblikovanim v grizalo, majhnimi sestavljenimi očmi in različno dolgimi tipalnicami, ki imajo lahko od 8 pa do 100 členov. Protoraks je v nasprotju z bogomolkami kratek, sta pa zato druga dva člena oprsja podaljšana in lahko predstavljata tudi do polovico telesne dolžine. Vse noge so enake oblike, večinoma s po petimi tarzalnimi členi. Evropske vrste nimajo kril, so pa krila prisotna pri mnogih tropskih vrstah. Funkcionalna krila imajo predvsem samci, pri mnogih vrstah so krila samic reducirana. Sprednja so majhna in usnjata, zadnja pa široka, z otrdelim sprednjim robom. Zadek je sestavljen iz enajstih členov, na njem so poleg genitalij še cerki iz enega samega člena.
Ličinke (nimfe) so podobne odraslim živalim, le brez kril in genitalij.
Med posnemalci najdemo vrste, ki dosegajo ogromne telesne mere in sodijo med največje žuželke sploh. Samice vrste Phobaeticus kirbyi, ki živi na Borneu, zrastejo preko 30 cm v dolžino, samice vrste Heteropteryx dilatata iz Malezije pa so s 65 g suhe teže med najtežjimi.

## Življenje
Posnemalci so znani tudi po partenogenezi, sposobnosti nespolnega razmnoževanja. Pri mnogih vrstah sploh še niso odkrili samcev, le občasno se zgodi, da se rodi samica, ki ima nekatere moške znake. Tudi kadar so prisotni, so samci zelo redki. Samice lahko producirajo fertilna jajčeca brez parjenja. Izležejo jih na tla, kjer nato jajčeca mirujejo nekaj mesecev, nekatera celo po več let. Samci, kadar so prisotni, so mnogo manjši in vitkejši od samic. Imajo nepopolno preobrazbo - ličinke se z levitvami samo večajo dokler ne odrastejo. Eden od obrambnih mehanizmov je tudi to, da odvržejo noge, ki nato ob naslednji levitvi spet zrastejo.
Prehranjujejo se z zelenimi deli rastlin. Njihova oblika posnema dele rastline, na katerih stojijo, bodisi liste, bodisi vejice. Kadar mimikrija ne zaleže pri obrambi uporabljajo tudi svarilno držo in izločke posebnih žlez, ki dražijo sluznico, v skrajnem primeru pa padejo z rastline na tla in hlinijo smrt.

## Ekologija
So izvorno tropske žuželke, katerih predstavnike pa najdemo tudi v območjih z zmernim podnebjem.

### Pomen za človeka
Pomen za človeka ni bistven. Nekatere vrste so se zaradi človekove dejavnosti razširile na območja, kjer prej niso bile prisotne. Še najbolj problematični so Indijski paličnjaki Carausius morosus, ki delajo škodo v vrtovih na toplejših območjih ZDA.

### Gojenje
Posnemalci so nezahtevne živali in so tudi zaradi atraktivne oblike priljubljeni domači ljubljenčki, predvsem pri začetnikih. Indijski paličnjak, denimo, potrebuje dobrih 25 cm visok vivarij (lahko tudi kozarec za vlaganje) z nekaj vejic ligustra, robid ali malin za hrano. Samice začnejo kmalu po zadnji levitvi odlagati jajčeca, ki se izležejo po nekaj mesecih na vlažnem pesku ali papirnati brisači.

## Sistematika
Posnemalci so filogenetsko najbliže kobilicam, zaradi podobnosti redova nekateri avtorji združujejo v nadred ravnokrilci (Orthopteroidea). Vendar novejše raziskave nedvoumno potrjujejo, da gre za sestrsko skupino kobilic.
Klasifikacija posnemalcev je zapletena in še ne povsem jasna. S skupino se ukvarja mnogo znanstvenikov in tudi laičnih entomologov. Spremembe klasifikacije so tako pogoste. Tudi ime še ni povsem uveljavljeno. Mnogo avtorjev še vedno uporablja ime Phasmida, čeprav ni pravilne oblike za to taksonomsko kategorijo.

### Posnemalci v Sloveniji
V Sloveniji živi v naravi ena vrsta, Rossijev paličnjak (Bacillus rossius). Najdemo ga na Primorskem, na raznem grmovju (srobotu, robidah) ali drevesih.

## Galerija
- Jajčeca indijskega paličnjaka.
- Heteropteryx dilatata iz Malezije.
- Neohirasea japonica iz Japonske.
- Clonopsis gallica.
- Leptynia hispanica, južna Francija.
- Živi list vrste Phyllium bioculatum.
- Megacrania batesii iz Avstralije.